# 大崎知仁
大崎 知仁（おおさき ともひと、1976年 - ）は、日本の劇作家、演出家、小説家。広島県出身。同志社大学文学部卒業。大学在学中は喜劇研究会に所属。1999年に「ランニング・オプ」でジャンプ小説大賞に入選（大木智洋名義）。主になんばグランド花月で公演される吉本新喜劇など吉本興業で行われる舞台（主に小籔千豊座長時）の脚本・演出を手がける。また一方で漫画や映画のノベライズを多く執筆している。

## 作品

### 単行本

#### オリジナル作品
- ガレージ（2002年10月 小学館文庫）
- 笑わせたるっ（2004年6月 講談社／2007年8月 ハルキ文庫）
- 屋上探偵
  1. 屋上探偵（2006年2月 ジャンプ ジェイ ブックス）
  2. 屋上探偵2 ミッドサマー・ボディーガード（2006年10月 ジャンプ ジェイ ブックス）

#### ノベライズ作品
- BLACK CAT - 原作：矢吹健太朗
  1. BLACK CAT（2003年3月 ジャンプ ジェイ ブックス）
  2. BLACK CAT 2（2003年8月 ジャンプ ジェイ ブックス）
  3. BLACK CAT 星の残照（2005年10月 ジャンプ ジェイ ブックス）
- ロボコン（2003年10月 小学館／2008年9月 小学館文庫）- 原作：古厩智之
- 銀魂 3年Z組銀八先生 - 原作：空知英秋
  1. 銀魂 3年Z組銀八先生（2006年2月 ジャンプ ジェイ ブックス）
  2. 銀魂 3年Z組銀八先生2 修学旅行だよ！全員集合!!（2007年7月 ジャンプ ジェイ ブックス）
  3. 銀魂 3年Z組銀八先生3 生徒相談室へ行こう！（2008年7月 ジャンプ ジェイ ブックス）
  4. 銀魂 3年Z組銀八先生4 あんなことこんなことあったでしょーがァァ!!（2009年4月 ジャンプ ジェイ ブックス）
  5. 銀魂 帰ってきた3年Z組銀八先生リターンズ 冷血硬派高杉くん（2011年4月 ジャンプ ジェイ ブックス）
  6. 銀魂 帰ってきた3年Z組銀八先生 フェニックスファンキーモンキーティーチャーズ（2012年10月 ジャンプ ジェイ ブックス）
  7. 銀魂 帰ってきた3年Z組銀八先生 フォーエバーさらば、愛しき3Zたち（2013年9月 ジャンプ ジェイ ブックス）
  8. 銀魂 帰ってきた3年Z組銀八先生もっとリターンズ 冷血硬派高杉くん（2018年6月 ジャンプ ジェイ ブックス）
- ぬらりひょんの孫 - 原作：椎橋寛
  1. ぬらりひょんの孫 浮世絵町綺譚（2009年12月 ジャンプ ジェイ ブックス）
  2. ぬらりひょんの孫 大江戸奴良組始末（2010年9月 ジャンプ ジェイ ブックス）
  3. ぬらりひょんの孫 京都夢幻夜話（2010年12月 ジャンプ ジェイ ブックス）
  4. ぬらりひょんの孫 帝都鯉物語（2011年9月 ジャンプ ジェイ ブックス）
- 劇場版 銀魂 完結篇 万事屋よ永遠なれ（2013年7月 ジャンプ ジェイ ブックス）- 原作：空知英秋
- NARUTO サクラ秘伝 思恋、春風にのせて（2015年4月 ジャンプ ジェイ ブックス）- 原作：岸本斉史
- ONE PIECE novel 麦わらストーリーズ（2017年11月 ジャンプ ジェイ ブックス）- 原作：尾田栄一郎

#### 単行本未収録
- ゆっくりさよなら - 「オトナの片思い」（2007年8月 角川春樹事務所／2009年5月 ハルキ文庫）

### 漫画原作
- 屋上探偵（画：遠藤達哉、「ジャンプ the REVOLUTION! 2006」掲載）
- てとくち（画：河下水希、「ジャンプスクエア」2013年6月号 - 2015年1月号）
- GANTZ:G（画：イイヅカケイタ、「ミラクルジャンプ」2015年12月号 - 2017年3月号）

### 舞台
- 吉本新喜劇（NGK）
  - 「きのこの山で仲直り」（作・演出） 2005年8月2日 - 9日
  - 「仁義なき託児所」（作） 2005年9月20日 - 26日
  - 「演歌スターがやってきた!?」（作） 2006年1月31日 - 2月6日
  - 「生まれ変わった男」（作） 2006年2月28日 - 3月6日
  - 「流れ板、純情風味」（作） 2006年4月11日 - 17日
  - 「コシの強さは絆の強さ」（演出） 2006年4月18日 - 24日
  - 「夢見る青年のハゲしい一日」（作・演出） 2006年6月20日 - 26日
  - 「小籔社長、最悪の日」（作・演出） 2006年8月8日 - 14日
  - 「未来から来た子は鎹（かすがい）」（作・演出） 2006年9月5日 - 11日
  - 「真実の愛はどこ?」（作・演出） 2006年10月3日 - 9日
  - 「僕は熱血ドクター」（作・演出） 2006年11月28日 - 12月4日
  - 「恋のシーソーゲーム」（作・演出） 2006年12月25 - 2007年1月7日
  - 「シスター小籔、大活躍？」（作・演出） 2007年1月23日 - 2007年1月29日
  - 「家庭教師はツライ」（作・演出） 2007年4月17日 - 2007年4月23日
  - 「事実は小説より奇なり」（作・演出） 2007年5月22日 - 2007年5月28日
  - 「試練に耐えたそのあとは･･･」（作・演出） 2007年6月19日 - 2007年6月25日
  - 「再会の宿」（作・演出） 2007年7月24日 - 2007年7月30日
  - 「恋の課外授業！？」（作・演出） 2007年8月21日 - 2007年8月27日
  - 「シスター小籔、愛のおせっかい」（作・演出） 2007年9月25日 - 2007年10月1日
  - 「下宿生ブルース」（作・演出） 2007年11月20日 - 2007年11月26日
  - 「ガンコ親父のはなむけ」（作・演出） 2008年2月5日 - 2008年2月11日
  - 「守れ！僕らの学生寮」（作・演出） 2008年3月25日 - 2008年3月31日
  - 「小籔社長、最悪の日」（作・演出） 2008年4月8日 - 2008年4月14日
  - 「閉じ込められた人々」（作・演出） 2008年6月24日 - 2008年6月30日
  - 「おとなって不思議」（作・演出） 2008年7月22日 - 2008年7月28日
  - 「なんてったってアイドルオタク」（作・演出） 2008年8月26日 - 2008年9月1日
  - 「こやせんルーキーズ」（作・演出） 2008年9月23日 - 2008年9月29日
  - 「起死回生のスペシャル企画！」（作・演出） 2008年10月21日 - 2008年10月27日
  - 「不良少女と呼ばないで」（作・演出） 2008年11月18日 - 2008年11月24日
  - 「ワケありの男たち」（作・演出） 2008年12月16日 - 2008年12月22日
  - 「招かれざるホスト」（作・演出） 2009年1月20日 - 2009年1月26日
  - 「平成の文豪・小籔に聞け！」（作・演出） 2009年2月17日 - 2009年2月23日
  - 「シスター小籔と夢追い人」（作・演出） 2009年4月7日 - 2009年4月13日
  - 「オタク青年の主張」（作・演出） 2009年4月28日 - 2009年5月4日
  - 「むずかしいお年頃」（作・演出） 2009年5月26日 - 2009年6月1日
  - 「オタク旅館へようこそ」（作・演出） 2009年6月23日 - 2009年6月29日
  - 「あべこべファミリー」（作・演出） 2009年7月21日 - 2009年7月28日
  - 「箱女」（作・演出） 2009年11月24日 - 2009年11月30日
  - 「転校生は二人のオタク」（作・演出） 2010年1月5日 - 2010年1月11日
  - 「美女を見たら詐欺師と思え？」（作・演出） 2010年3月9日 - 2010年3月15日
  - 「男は過去を振り返らない」（作・演出） 2010年4月13日 - 2010年4月19日
- 吉本新喜劇 （京橋花月）
  - 「金の卵ライブ＋　流れ板、純情風味」（作・演出） 2008年10月26日
  - 「似て非なるもの？」（作・演出） 2009年8月4日 - 2009年8月10日
  - 「金の卵ライブ＋　ハロー・ベイビー」（作・演出） 2009年8月28日
- コヤブ新喜劇「不思議の国のコヤブ」（作・演出） 2010年3月5日
- 「TOMIKO」（作・演出） 2005年4月 - 5月
- 秋田久美子単独イベント「THE梅田ストリッパー」（作・演出） 2006年6月18日

### テレビ
- 全快はつらつコメディ お笑いドクター24時!!（脚本）
- 全快はつらつコメディ お笑いドクター24時!!Season II・はなさき診療所編（脚本）
- なめこ〜せかいのともだち〜 （シナリオ協力）